# Islas Salomón en los Juegos Olímpicos de Atenas 2004
Las Islas Salomón estuvieron representadas en los Juegos Olímpicos de Atenas 2004 por dos deportistas, un hombre y una mujer, que compitieron en atletismo.
El portador de la bandera en la ceremonia de apertura fue el atleta Francis Manioru. El equipo olímpico salomonense no obtuvo ninguna medalla en estos Juegos.